# Fai Baba
Fai Baba ist das Alter-Ego des Schweizer Singer-Songwriters Fabian Sigmund. Unter diesem Namen trat er 2008 das erste Mal in die Öffentlichkeit. Fai Baba tritt seither sowohl Solo als auch mit Band in verschiedenen Formationen auf. Seit 2010 ist er bei dem Label A Tree in a Field Records (ATIAF) unter Vertrag.
Das Album Sad and Horny zählt zu den besten Schweizer Alben 2016. 2021 veröffentlicht Fai Baba mit Veränderet zum ersten Mal einen Song auf Schweizerdeutsch, das gleichnamige Album erschien im März 2022. Im Frühjahr 2022 war er mit den Musikern Reto Gaffuri (b), Arno Troxler (dr) sowie Mike Fischer (g) auf Tournee in der Schweiz, Deutschland und Luxemburg.
2023 veröffentlicht u. a. Fai Baba die beiden Singles Moewe und Sunnestore unter dem Bandnamen Löwenzahnhonig, eine Zusammenarbeit von Fai Baba, Long Tall Jefferson und Paul Märki (ehemaliger Bassist von Black Sea Dahu).

## Diskografie

### Alben
- 2010: Love SIKK (A Tree in a Field Records)
- 2012: Snake Snake (A Tree in a Field Records)
- 2013: She's My Guru (A Tree in a Field Records)
- 2014: The Savage Dreamer (A Tree in a Field Records)
- 2016: Sad and Horny (A Tree in a Field Records + Casbah Records)
- 2022: Veränderet (A Tree in a Field Records)

### Singles
- 2011: Shine a Light / Run Run Run (A Tree in a Field Records)
- 2014: Fai Baba / Great Black Waters (Selfpublishing)
- 2017: Can't Stop Loving You (A Tree in a Field Records)
- 2021: Veränderet (A Tree in a Field Records)
- 2021: Fotograf (A Tree in a Field Records)
- 2022: Rägeboge (A Tree in a Field Records)